# Morfou
Morfou, Morphou o Morfú (en griego: Μόρφου; en turco: Omorfo o Güzelyurt) es una ciudad del noroeste de la isla de Chipre, dentro del distrito de Güzelyurt, sector controlado por la República Turca del Norte de Chipre (KKTC). Antes de la invasión de 1974 integraba el distrito de Nicosia. Está emplazada en una fértil llanura al este de la bahía homónima y al sur del río Serrachis.

## Organización territorial
De acuerdo con la división política realizada por las autoridades de la KKTC, Güzelyurt se corresponde a:
- Distrito de Güzelyurt, que se divide en el subdistrito de Güzelyurt y en el subdistrito de Lefke.
- Municipio de Güzelyurt, que comprende la localidad homónima y las de Akçay, Aydinköy, Gayretköy, Kalkanli, Kyra, Serhatköy, Şahinler, Yuvacik y  Zümrütköy.

## Religión
Si bien desde el año 1974 la mayoría religiosa es musulmana, desde 1973 la iglesia de Agios Mamas está considerada catedral metropolitana y asiento del Santo Obispado de Morphou, transitoriamente en Evrychou desde 1974. El primer obispo fue Chrisanthos Sarrigianni (1973 – 1996).

## Actividad económica
Aunque no es Morphou una ciudad turística, Morphou cuenta con algunos sitios de interés relacionados con la cultura y religión ortodoxa griega. Su producción mayor se encuentra en la agricultura, especialmente cítricos, parte de la cual es exportada.
Durante la primera mitad del siglo xx, discurría por el suroeste de la ciudad la Cyprus Government Railway en la que una de sus estaciones aún se encuentra en pie, pero es empleada como taller mecánico y casa habitación.

## Educación
Desde 2005, se encuentra en la localidad un campus de la Middle East Technical University.

## Clima
Morphou tiene un clima mediterráneo, producto de su baja altura y proximidad al mar. Sus veranos son cálidos y secos y sus inviernos son fríos y húmedos.

## Historia
La ciudad fue inicialmente habitada por los espartanos que introdujeron el culto a Afrodita. Cerca de su actual emplazamiento fueron encontradas las ruinas de Soli, uno de los diez reinos de Chipre.
En la Edad Media se cultivaba en la zona caña de azúcar y algodón. Posteriormente se incluyeron verduras, legumbres, cereales y cítricos. 
En el siglo xx, Morphou tenía una importante actividad social. Contaba con una escuela secundaria griega desde 1917, una de economía y agricultura y otra de maestros. En 1932 se fundó el club Digenis Morphou, de gran relevancia nacional.
Hasta el año 1974 fue predominante la religión ortodoxa y la ciudad estaba dividida en tres parroquias: Agios Mamas, Agios Georgios y Agios Paraskevi. 
Durante la operación del año 1974, la ciudad fue sede del comando del II ATD (alto comando militar) de la Guardia Nacional de Chipre, que controlaba las unidades al oeste de los distritos de Kyrenia y Nicosia. Naciones Unidas informó el 15 de agosto de 1974 que Morphou fue evacuada por parte de los civiles y la Guardia Nacional. Es ocupada por tropas de la 28va división turca el 16 de agosto de 1974. EL 15 de octubre de ese año sólo quedaban en el lugar 400 de los grecochipriotas originales.

## Sitios de interés
- Iglesia de Agios Mamas y museo iconolástico.[3]
- Museo de Historia Natural y Arqueología de Guzelyurt.[4]
- Ruinas de la Edad del Bronce de Pigadhes.[5]